# Xã Stapleton, Quận Chickasaw, Iowa
Xã Stapleton (tiếng Anh: Stapleton Township) là một xã thuộc quận Chickasaw, tiểu bang Iowa, Hoa Kỳ. Năm 2010, dân số của xã này là 729 người.